# Kenan Karaman
Kenan Karaman, född 5 mars 1994, är en turkisk fotbollsspelare som spelar för Schalke 04.

## Klubbkarriär
Den 18 maj 2018 värvades Karaman av Fortuna Düsseldorf, där han skrev på ett treårskontrakt. Den 15 juli 2021 värvades Karaman av Beşiktaş, där han skrev på ett treårskontrakt.
Den 1 september 2022 värvades Karaman av Bundesliga-klubben Schalke 04, där han skrev på ett treårskontrakt.

## Landslagskarriär
Karaman debuterade för Turkiets landslag den 9 november 2017 i en 2–0-förlust mot Rumänien, där han blev inbytt i den 64:e minuten mot Hakan Çalhanoğlu.